# Tomislav Pajović
Tomislav Pajović (cirill betűkkel: Toмиcлaв Пajoвић; Užice, 1986. március 15. –) visszavonult szerb labdarúgó, védő.

## Sikerei, díjai
FC Sheriff Tiraspol:
- Román labdarúgó-bajnokság bajnok: 2012–13

FK Partizan:
- Szerb labdarúgó-bajnokság bajnok: 2012–13

Hapóél Beér-Seva:
- Izraeli labdarúgó-bajnokság második helyezett: 2013–14, 2014-15